# Choqā Bālā-ye Soflá
Choqā Bālā-ye Soflá är en ort i Iran.   Den ligger i provinsen Kermanshah, i den nordvästra delen av landet, 400 km väster om huvudstaden Teheran. Choqā Bālā-ye Soflá ligger 1 853 meter över havet och antalet invånare är 241.
Terrängen runt Choqā Bālā-ye Soflá är huvudsakligen kuperad, men söderut är den bergig. Runt Choqā Bālā-ye Soflá är det ganska tätbefolkat, med 80 invånare per kvadratkilometer. Närmaste större samhälle är Sonqor, 16,9 km väster om Choqā Bālā-ye Soflá. Trakten runt Choqā Bālā-ye Soflá består i huvudsak av gräsmarker.